# A Portrait of the Artist as a Young Man

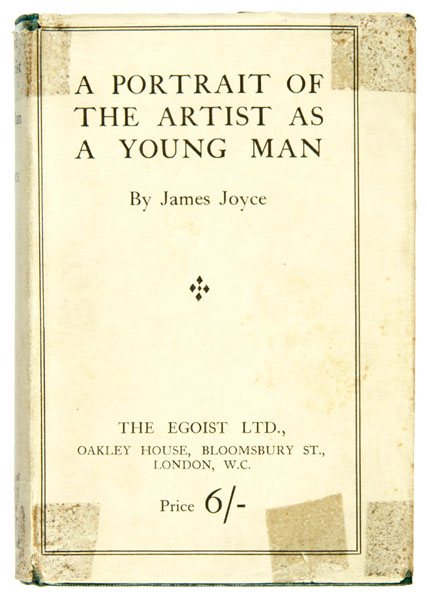
Eerste uitgave van ‘A Portret’

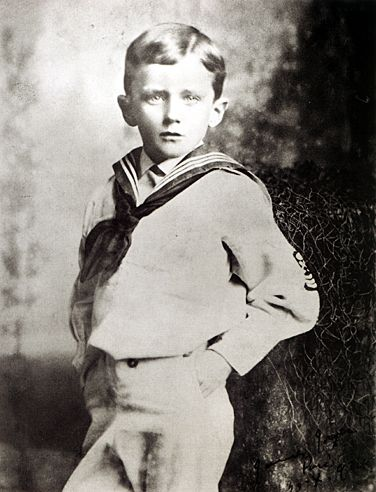
James Joyce als kleuter in 1888, beschreven in ‘A Portait’

A Portrait of the Artist as a Young Man (Nederlands: Een Portret van de Kunstenaar als Jongeman) is een autobiografische kunstenaarsroman van James Joyce, tussen 1914 en 1915 in afleveringen verschenen in het literaire tijdschrift “The Egoist” en gepubliceerd als boek in 1916. 

## Intrige
A Portrait of the Artist as a Young Man beschrijft de ontwikkeling van hoofdpersoon Stephen Dedalus, een soort alter ego van Joyce. Achtereenvolgens beschrijft Joyce de kleuterschooljongen met belangstelling voor muziek, sport en religieuze zaken, en de puber met zijn zonden en wroeging. In het vierde hoofdstuk verkiest Stephen een kunstenaarsloopbaan boven het priesterschap. In het vijfde tracht hij zich te bevrijden van de ethische clichés en van zijn huiselijk milieu, kerk en vaderland, en bouwt hij de theoretische basis op van de esthetiek die hem naar zijn artistieke doelen moet voeren.
De vijfdelige constructie, met een climax in het vierde hoofdstuk en een ontknoping in het vijfde, doet denken aan het klassieke drama.

## Typering
De ontwikkeling van Stephen Dedalus wordt beschreven "in een stijl die de structuurwijzigingen van de uit te beelden situatie weerspiegelt", zoals Joyce het zelf ooit zei. Stephen beziet het alledaagse leven als een parabel: het realistische detail verwijst vaak via een analogie naar een wereld van bovenzinnelijke aard. Joyce past beurtelings een subjectieve en objectieve methode toe door afwisselend gebruik te maken van ‘monologue intérieur’ en realistische dialoogvorm. Puttend uit zijn jeugdherinneringen hanteert hij daarbij een introspectieve werkwijze. De introspectieve bespieder wordt echter als het ware zelf bespied: de grens tussen zelfmedelijden en zelfspot is moeilijk te trekken. Het boek houdt dan ook het midden tussen een zelfportret en een karikatuur. 
A Portrait of the Artist as a Young Man wordt beschouwd al een voorloper op de grote modernistische romans van Joyce zoals Ulysses (waarin Stephen later ook de hoofdpersoon is) en Finnegans Wake, maar wordt ook op zichzelf algemeen gewaardeerd als meesterwerk. Het boek werd in 1999 op de derde plaats verkozen in Modern Library’s lijst van 100 beste Engelstalige romans uit de twintigste eeuw.